# ロドルフォ・アモエド
ロドルフォ・アモエド（Rodolfo Amoedo、1857年12月11日 - 1941年5月31日）はブラジルの画家である。

## 略歴
サルヴァドールで生まれた。美術家の仕事は友人に誘われてサン・ペドロ劇場(Teatro São Pedro)で仕事をしたことに始まった。1873年にリオデジャネイロの工芸学校(Liceu de Artes e Ofícios）に入学し、ミランダ(Costa Miranda)や ロボ(Sousa Lobo)、ビクトル・メイレレス（Victor Meirelles)といった教師たちから学んだ。1874年からは帝国美術学校((Academia Imperial de Belas Artes)で、画家のジョアン・ゼフェリーノ・ダ・コスタやアゴスティーニョ・ジョゼ・ダ・モタ、彫刻家のシャヴェス・ピニェイロに学んだ。
1878年の展覧会で賞を得て、奨学金を得て、1879年から1887年まで、パリに留学し、アカデミー・ジュリアンで学んだ後、1880年にパリ国立高等美術学校に入学し、アレクサンドル・カバネルに学び、ポール・ボードリーやピエール・ピュヴィス・ド・シャヴァンヌからも指導を受けた。1882年から1884年まで神話や聖書、ブラジルの歴史を題材にした作品を描きサロン・ド・パリに出展した。
1888年に帰国し、帝国美術学校の名誉教授に任じられ、リオデジャネイロの工科学校(Escola Politécnica)で教え、初めて個展を開いた。ブラジルで開かれた多くの展覧会で賞を受賞した。国立美術学校(Escola Nacional de Belas Artes、1890年に帝国美術学校から改名)の教授として教え、何度か副校長を務めた。連邦最高裁判所(Supremo Tribunal Federal)や国立図書館(Biblioteca Nacional)やリオデジャネイロ市立劇場(Theatro Municipal de Rio de Janeiro)の装飾の仕事もした。
アモエドに学んだ学生には、ルシリョ・デ・アルブケルケ(Lucílio de Albuquerque:1877–1939)やカンディド・ポルチナーリ(1903-1962)がいる。

## 作品

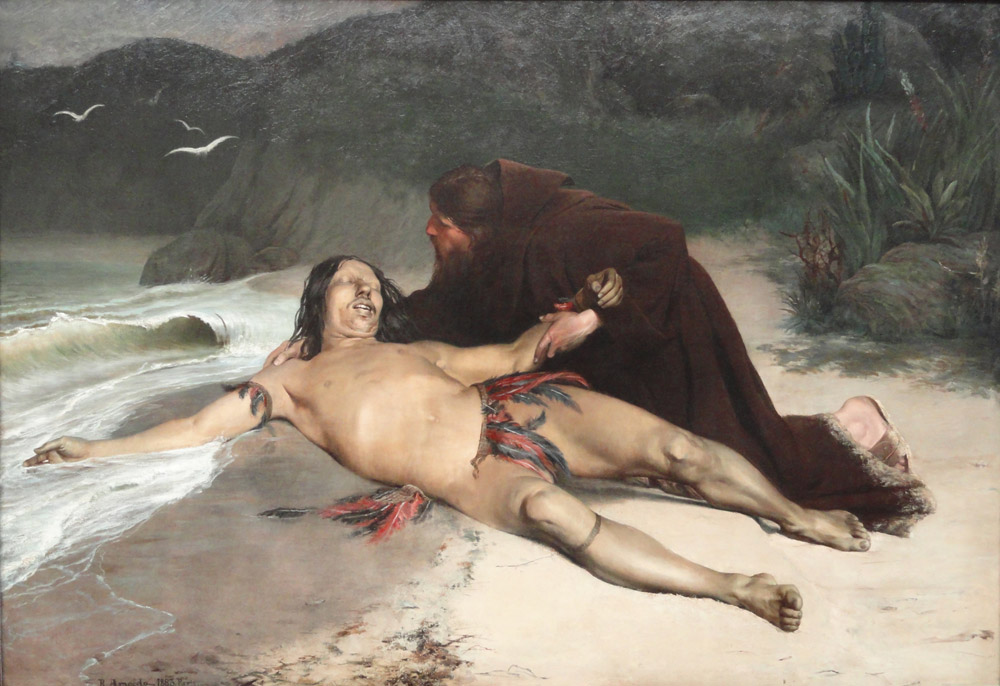
最後のトゥピ族 (1883)
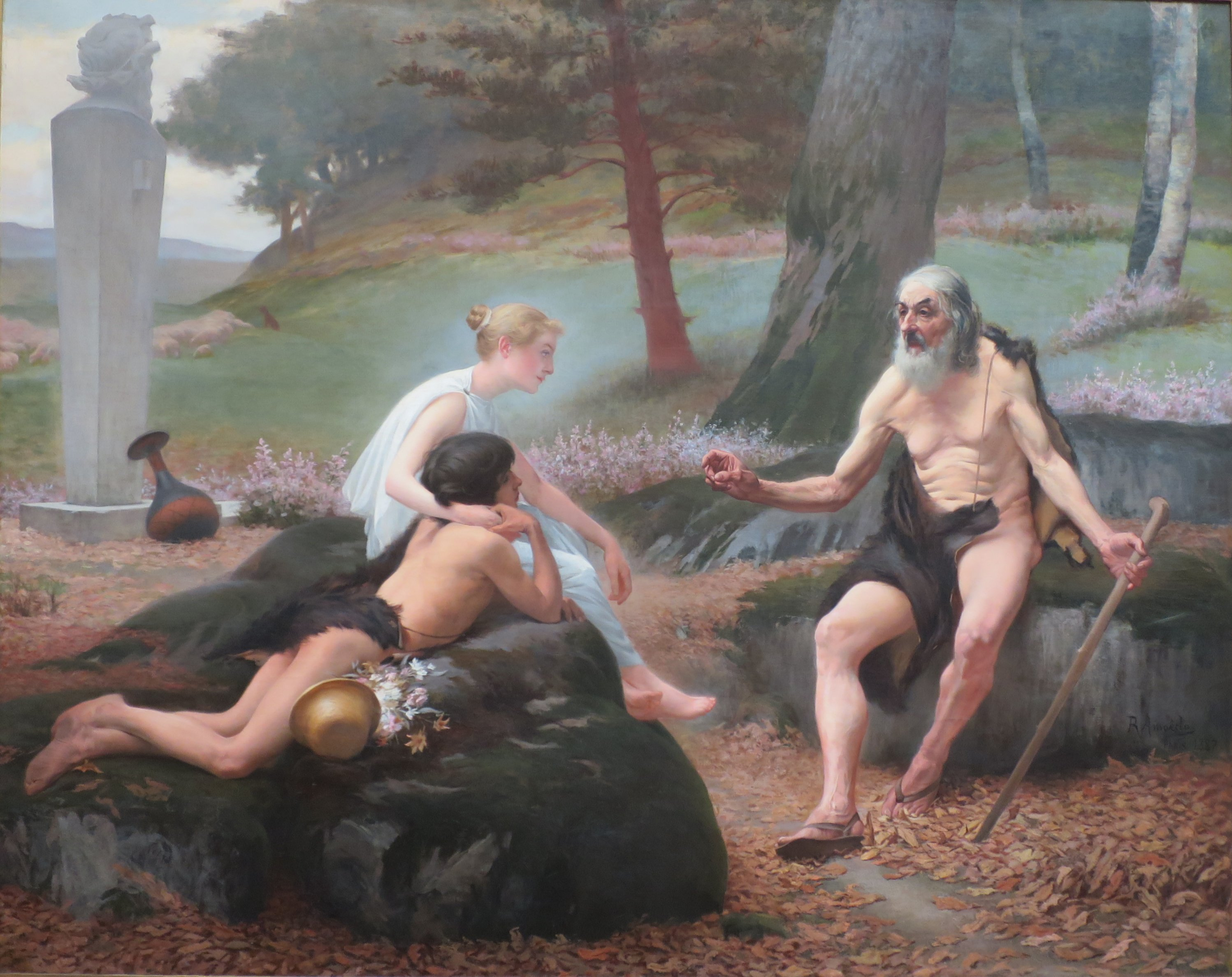
フィリタスの物語 (1887)
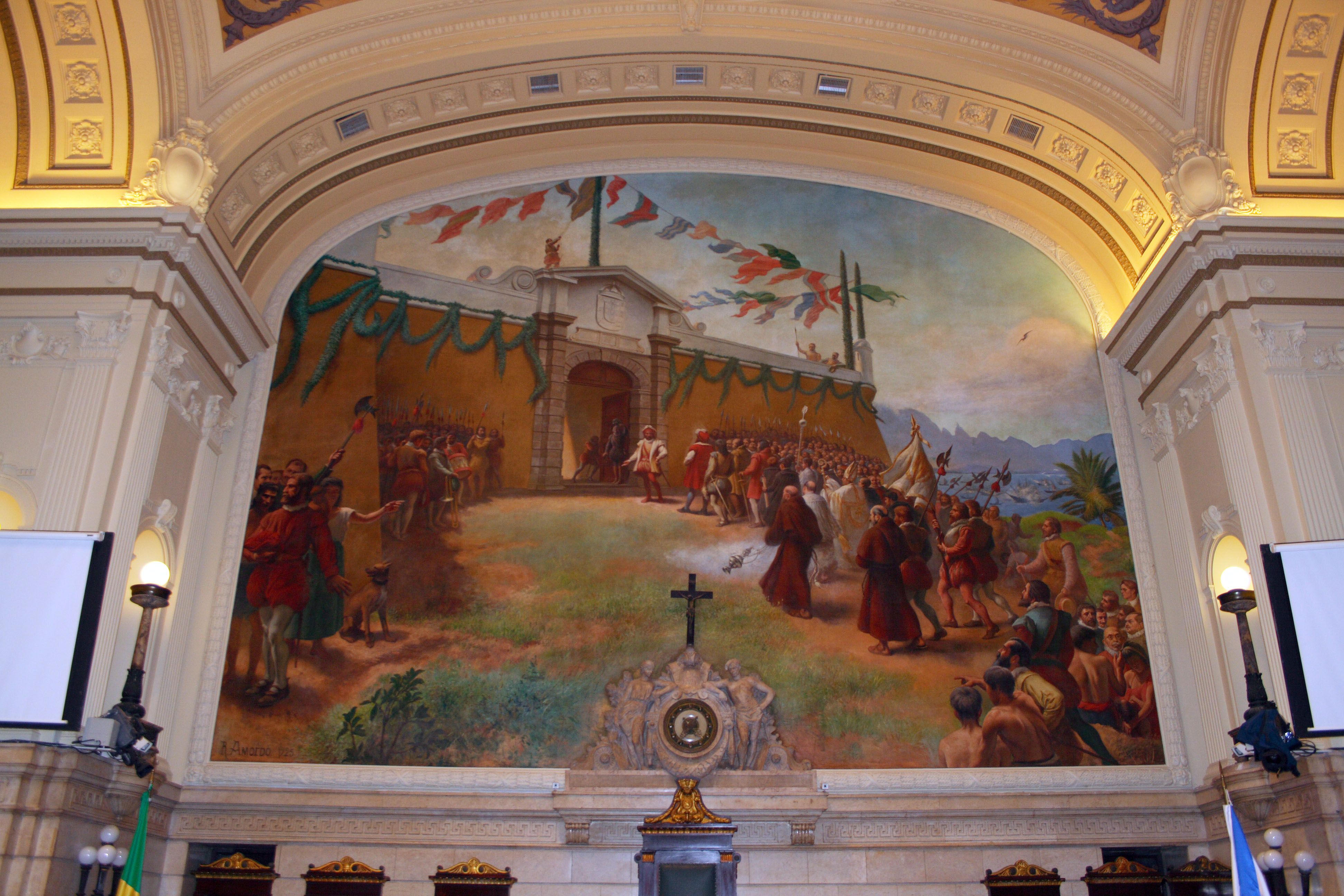
リオデジャネイロ市庁舎の壁画